# ران باربر
ران باربر (به انگلیسی: Ron Barber) نمایندهٔ حوزه انتخابیه دوم آریزونا از حزب دموکرات ایالات متحده آمریکا در مجلس نمایندگان ایالات متحده آمریکا است که برای نخستین‌بار در ۱۲ ژوئن ۲۰۱۲ میلادی به‌عضویت این مجلس درآمد.